# Kinbergonuphis pygidialis
Kinbergonuphis pygidialis är en ringmaskart som först beskrevs av Fauchald 1968.  Kinbergonuphis pygidialis ingår i släktet Kinbergonuphis och familjen Onuphidae. Inga underarter finns listade i Catalogue of Life.